# Маслюк Василь Леонтійович
Василь Леонтійович Маслюк (1878, Російська імперія — ?) — радянський діяч. Член ВЦВК. Член Центральної контрольної комісії ВКП(б) у 1925—1927 роках. 

## Життєпис
До 1918 року працював робітником бурових вишок Кавказу.
Учасник громадянської війни в Росії.
Член РКП(б) з 1919 року.
На 1925—1927 роки — буровий майстер Грозненських нафтових промислів Північно-Кавказького краю.
Подальша доля невідома.